# The Black Corridor
The Black Corridor (deutscher Titel: Der schwarze Korridor) ist ein 1969 erstmals von Ace Books (USA) veröffentlichter Science-Fiction-Roman des britischen Schriftstellers Michael Moorcock, der auf einer unvollendeten Geschichte der Autorin Hilary Bailey basiert.
Das Thema des Romans ist der Verfall der Gesellschaft und die daraus resultierende, tiefgreifende persönliche und soziale Isolation. Erzählt wird die Geschichte eines Mannes, der in einem Raumschiff von einer Erde flieht, auf der das Leben der Menschen immer mehr von Anarchie und Kriegen bestimmt wird. Dabei nutzt der Autor die Mittel der üblichen Erzählung, Einträge in das Schiffslog, Traumsequenzen und Computerausdrucke im Stil der 60er Jahre.

## Zusammenfassung
Ryan, ein unnachgiebiger britischer Geschäftsmann, fühlt sich vom Verfall der Gesellschaft am Ende des 20. Jahrhunderts abgestoßen. Er fühlt sich als einer der letzten geistig gesunden Menschen in einer von Paranoia bestimmten Welt.
Mit einer kleinen Gruppe von Freunden und Verwandten stiehlt er ein Raumschiff, die „Hope Dempsey“, und macht sich auf den Weg nach Munich 15040 (Barnards Pfeilstern), wo er einen für die Besiedelung geeigneten Planeten vorzufinden hofft. Er hält allein Wache, während seine 13 Mitreisenden in Kammern ruhen, in denen sie die lange Reise überwintern sollen. Jeden Tag trägt er zu jedem der Reisenden einen Bericht ein, der immer „Condition Steady“ („Alles normal“) lautet.
Ryan wird von Alpträumen und Erinnerungen an die Brutalität der Existenz auf der Erde gequält; er befürchtet, langsam verrückt zu werden. Der Schiffscomputer rät ihm zur Einnahme eines Medikaments, das alle Hirngespinste und Halluzinationen vertreibt; doch seltsamerweise zögert er, die Medizin zu nehmen.

## Verfasser
Obwohl der Roman Michael Moorcock zugeschrieben wird basiert er auf einer von Hilary Bailey, Moorcocks damaliger Frau, begonnenen, aber nie zu Ende gebrachten Idee für eine Geschichte – “a straight future disaster story – collapse of society stuff”. Moorcock nahm Baileys auf der Erde spielende Episoden und fügte alle auf der Hope Dempsey angesiedelten Szenen dazu.

## Typographische Besonderheiten
Der Roman benutzt typographische Eigenheiten, durch die, so der Autor, „Wörter Muster anderer Buchstaben formen, die andere Wörter bilden“. Diese Elemente wurden nicht in allen Ausgaben immer getreu wiedergegeben. Die erste US-Ausgabe (Ace, 1969) gab sie zwar getreu wieder, allerdings wurden hier die ersten Passagen des Buches weggelassen. Diese fanden sich in der ersten britischen Ausgabe (Mayflower, 1969), diese gab die typographischen Besonderheiten aber nicht korrekt wieder.
Als in den 1990 Sammelbände der Werke Moorcocks erstellt wurden, wurde großen Wert darauf gelegt, die typografischen Besonderheiten in dem Band, der The Black Corridor enthielt, Sailing to Utopia korrekt wiederzugeben; diese Bände wurden von Moorcock als „typographisch korrekt“ bezeichnet.

## Reaktionen
Barry Malzberg kritisierte den Roman kurz nach dem Erscheinen und schrieb: “It is not good. It is really not at all good.”
Karl Edward Wagner nannte The Black Corridor einen der dreizehn besten Science-Fiction/Horror-Romane aller Zeiten. Der Autor China Miéville beschrieb das Buch als “an underrated and chilling piece of political pulp modernism.”